# Datar Mansiang
Datar Mansiang is een bestuurslaag in het regentschap Sawah Lunto van de provincie West-Sumatra, Indonesië. Datar Mansiang telt 157 inwoners (volkstelling 2010).